# Fluortrimethylsilan
Fluortrimethylsilan ist eine chemische Verbindung. Sie besteht aus einem zentralen Siliciumatom, das nahezu tetraedrisch von drei Methylresten und einem Fluorsubstituenten umgeben ist.